# Mohammed-al-Amin-Moschee
Die Mohammed-al-Amin-Moschee (arabisch جامع محمد الأمين, DMG Ǧāmiʿ Muḥammad al-Amīn) ist eine sunnitische Moschee in Beirut und Freitagsmoschee der libanesischen Hauptstadt.

## Geschichte
Der Bau der Moschee wurde vom damaligen libanesischen Premierminister Rafik Hariri in Auftrag gegeben, der 2003 auch ihren Grundstein setzte. Hariri erlebte ihre Fertigstellung im Jahr 2007 jedoch nicht mehr und wurde in unmittelbarer Nähe beigesetzt. Am 17. Oktober 2008 wurde die Mohammed-al-Amin-Moschee durch Saad Hariri, einen seiner Söhne, eingeweiht. Bei der Zeremonie waren auch Minister aus Saudi-Arabien, den Vereinigten Arabischen Emiraten, Katar, Oman, Kuwait, Dschibuti und den Palästinensischen Autonomiegebieten anwesend.
Seit 2008 ist sie in Nachfolge der al-ʿUmarī-Moschee die Hauptmoschee Beiruts.

## Lage und Architektur
Die Mohammed-al-Amin-Moschee Beiruts wurde am Platz der Märtyrer in der Innenstadt Beiruts, unmittelbar neben der maronitischen St.-Georgs-Kathedrale und etwa 80 Meter schräg gegenüber der griechisch-orthodoxen St.-Georgs-Kathedrale errichtet.
Das Gebäude aus limonitfarbenem Stein weist Stilelemente der Architektur sowohl der Osmanen, als auch der ägyptischen Mamluken auf und erinnert an die Hagia Sophia in Istanbul. Dem Architekten Azmi Fakhuri nach, imitiert sie hingegen die dortige Sultan-Ahmed-Moschee.
Die Mosche verfügt auf mehrere Stockwerke verteilt über eine Nutzfläche von insgesamt mehr als 10.000 m². Ihre blaue Kuppel ist 42 Meter hoch, die 4 Minarette ragen 72 Meter in die Höhe.